# Henni Warninghoff
Henni Warninghoff (* 31. Oktober 1892 in Leer (Ostfriesland); † 18. August 1962 in Hannover) war eine deutsche Mädchen-Mittelschul-Lehrerin, Sportfunktionärin und Herausgeberin. Sie hat jahrzehntelang das Turnen der Frauen in Deutschland mitgeprägt und galt als „wohl bedeutendste Frau in der Deutschen Turnerschaft“.

## Leben
Geboren in Ostfriesland zur Zeit des Deutschen Kaiserreichs, schloss Henni Warninghoff 1912 ein Lehrerinnenseminar ab.
Nach dem Ersten Weltkrieg vertrat Warninghoff in der Weimarer Republik von 1921 bis 1924 die Interessen der Frauen im Kreis Hannover-Braunschweig, kam 1922 über die Wandervogel-Bewegung zum Turnen.

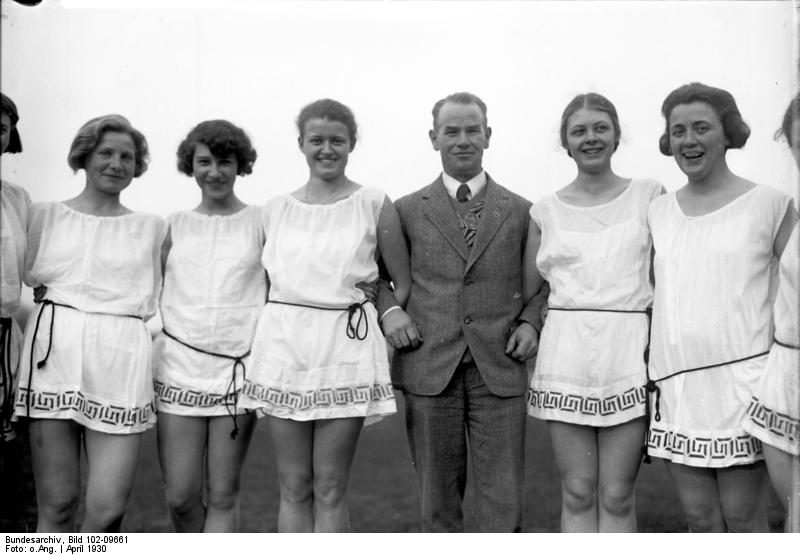
Carl Loges, Gründer der „Loges-Schule“ im Kreise seiner Schülerinnen;
um 1930, Bismarck-Stadion in Hannover

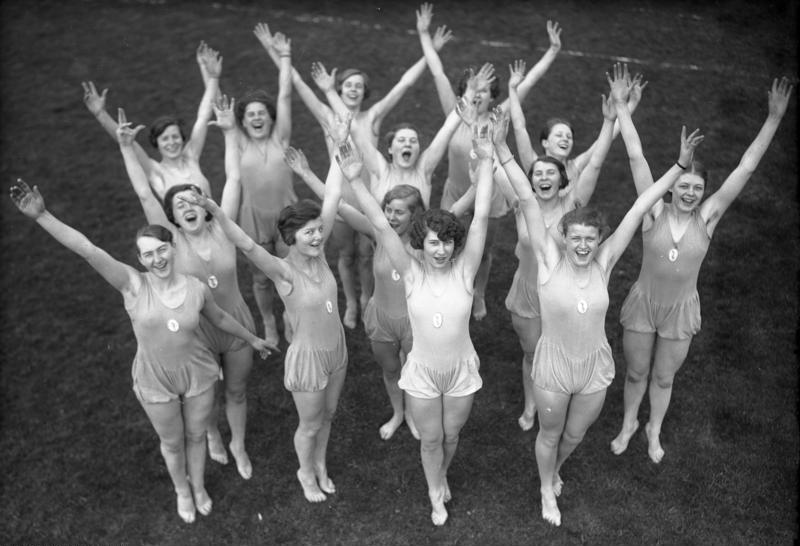
Die „Loges-Schule“ um 8.00 Uhr morgens: „Grazie und Anmut, [...] kaum aufgewacht und schon so lustig“

Ab 1926 arbeitete Henni Warninghoff nahezu durchgehend bis 1957 als Lehrerin an der „Mädchenmittelschule“ in Hannover. Ebenfalls ab 1926 und bis 1929 beeinflusste sie – gemeinsam mit Carl Loges – das Frauenturnen allgemein in Hannover.
In der Deutschen Turnerschaft arbeitete Warninghoff von 1926 bis 1933 im Jugendausschuss, ab 1927 auch im Frauenbeirat mit. 1929 hielt Henni Warninghoff – als erste Frau überhaupt in Deutschland – eine Rede auf dem Deutschen Turntag (DTT): Auf der 20. Veranstaltung des DTT im Berliner Reichstag setzte sie sich „vehement für einen weiblichen Frauenturnwart“ ein, wodurch sich Elisabeth "Els" Schröder aus Kaiserslautern als erste weibliche Frauenturnwartin „mit 188 gegen 148 Stimmen [...] gegen einen vom Wahlausschuß vorgeschlagenen Mann“ durchsetzen konnte.
1930 bis 1933 fungierte Warninghoff als Vertreterin der Turnerinnen in der Deutschen Turnerschaft.
Nach der Machtübernahme 1933 durch die Nationalsozialisten, nach deren Weltanschauung Frauen vor allem Gymnastik ausüben durften, wurde Henni Warninghoff Reichsfrauenwartin im Nationalsozialistischen Reichsbund für Leibesübungen (NSRL). Als solche äußerte sie sich zum Frauensport:

„Der Frau muss für ihre mütterliche Aufgabe die ihr vom Schicksal bewahrte Einheit des Wesens und der Lebensschau erhalten bleiben. Für sie gibt es daher in der Leibeserziehung nur eines: vielseitige natürliche Übungsformen mit organisch wachsender Leistungssteigerung in enger Verbindung mit den Kräften der Natur.“

Zum 1. Mai 1933 war sie der NSDAP beigetreten. Ab 1935 vertrat Henni Warninghoff im „internationalen Frauenausschuss“ des NSRL die Interessen der organisierten Turnerinnen.
Während der Olympischen Sommerspiele 1936 in Berlin betreute Henni Warninghoff „die Frauen in der deutschen Olympiamannschaft“, besuchte im selben Jahr Bad Nauheim mit ihrem Trainer Carl Loges und der Olympia-Frauen-Mannschaft.
Nach dem Adressbuch der Stadt Hannover von 1939, dem Jahr des Beginns des Zweiten Weltkrieges, wohnte die Mittelschullehrerin seinerzeit in der Haasemannstraße 2 im (heutigen) hannoverschen Stadtteil Linden-Mitte. Anders als bei ihren männlichen Kollegen, von denen insbesondere während des Krieges nach den „Richtlinien für die NS-Leibeserziehung von 1941“ ein „rücksichtsloser kämpferischer Einsatz“ erwartet wurde und die einer totalen Erfassung und ständigen Überwachung ausgesetzt waren, ging es bei den Frauen eher um eine maßvollere Willensbildung und Charakterbildung. So postulierte Henni Warninghoff etwa:

„Die deutsche Frau ist weder das ‚spielerische Weibchen‘ des degenerierten Westens noch das ‚Mannweib‘ einer falschen Emanzipation. Artgemäße Kraft und natürliche Schönheit sind die unentbehrlichen Eigenschaften der deutschen Frau. Daher ist der Leistungsgedanke auch in ihren Leibesübungen nicht zu entbehren.“

Nach dem Krieg war sie Fabrikarbeiterin, ehe sie im Februar 1948, als Mitläuferin ohne Auflagen im Rahmen der Entnazifizierung eingestuft, wieder an der hannoverschen Mädchenmittelschule arbeiten konnte. Sie wurde 1952 Mitglied im Ältestenrat des Niedersächsischen Turner-Bundes. Trotz dieser Ehre hatte sich die ehemals feministische Vorkämpferin der 1920er Jahre offenbar jedoch nicht mehr gegen die konservativen Weltanschauungen der nun dominierenden Herren durchsetzen können: Der damalige Deutsche Turner-Bund (DTB) hinderte unterdessen „seine besten Sportlerinnen zehn Jahre lang systematisch daran, zu siegen“. „Nach den Olympischen Spielen 1952 [wurden] die deutschen Turnerinnen aus dem internationalen Wettkampfverkehr gezogen [...], durften nur noch an Schauturnen teilnehmen.“ Nach dem Jahrbuch der Turnkunst wurden „für die deutschen Turnschwestern [... lediglich noch] eigene Stunden für rhythmisch-musikalische Arbeit mit Trommeln, Hölzern, Triangeln und Becken“ angesetzt. Die später von der Zeitschrift Der Spiegel, ähnlich wie Sophie Dapper und Irmgard Foerster, als „DTB-Gouvernante“ bezeichnete Altturnerin Warninghoff lehnte nun Pflichtübungen für Frauen ab, formulierte das fromme Turnen der deutschen Frauen anstelle eines in anderen Ländern betriebenen Leistungssports nun lediglich noch als „beschwingt, organisch, frohmachend und gemeinschaftsbindend“.
1958, wenige Jahre vor ihrem Tod, wurde Henni Warninghoff Mitglied im Ältestenrat des DTB. In den 1950er Jahren stand Warninghoff auch im Schriftwechsel mit Carl Pape (1901–1980), dem ehemaligen „(Stellvertretenden) Gauführer des Rheinischen Turnerbundes und der Deutschen Turnerschaft“.

## Werke
- Henni Warninghoff (Hrsg.), Margarete Güssow (Mitarb.): Deutsches Frauentum und Leibesübungen, Berlin: Reichssportverlag, 1936, mit zahlreichen Illustrationen
- Sportformen für die Frau, 1939[14]

## Ehrungen
- 1958 wurde Henni Warninghoff Ehrenmitglied des Deutschen Turner-Bundes.[5]
- 1998 wurde sie posthum durch das Niedersächsische Institut für Sportgeschichte (NISH) in das Ehrenportal des niedersächsischen Sports aufgenommen.[5]